# Erana
Erana (en grec antic Ἔρανα) era una ciutat de Cilícia.
Ciceró diu que va sortir d'Epifània (Epiphaneia), va pujar les muntanes d'Amanos i va conquerir Erana, que descriu com una ciutat important, la capital de la nació dels cilicis. També va ocupar les ciutats menors de Sepyra i Commoris. La situació d'aquests llocs no es coneix, però eren a la part oriental del país a la regió de l'Amanos.